# Polestar 3
La Polestar 3 è un'autovettura prodotta dalla casa automobilistica svedese Polestar a partire dal 2023.

## Debutto e contesto

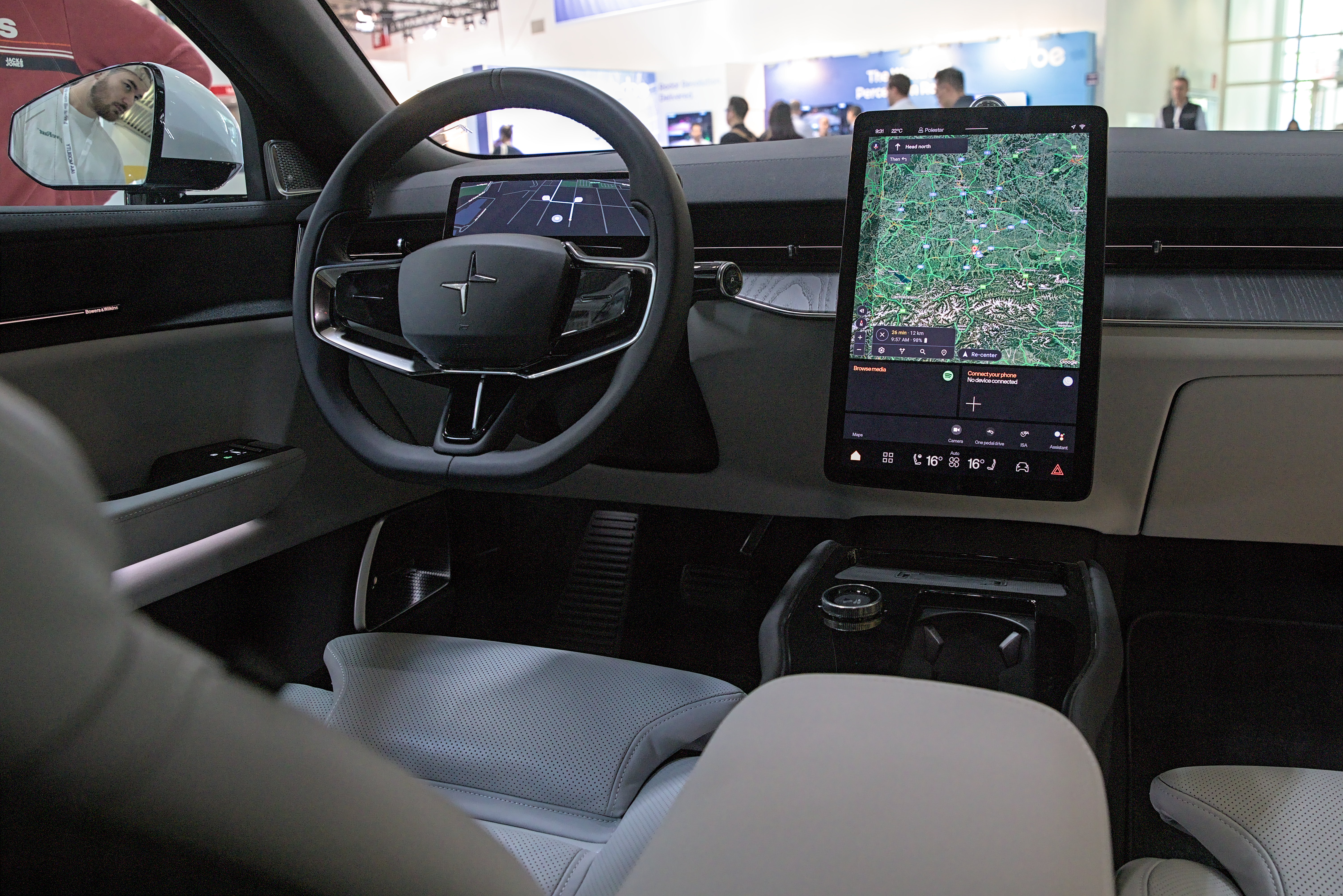
Interni

Annunciata ad inizio dicembre 2021 con la diffusione di alcune immagini di un prototipo camuffato, la Polestar 3 è stata presentata in anteprima il 12 ottobre 2022 durante un evento stampa. È la terza vettura prodotta con il marchio svedese, dopo la coupé Polestar 1 e la berlina Polestar 2.

## Descrizione e tecnica

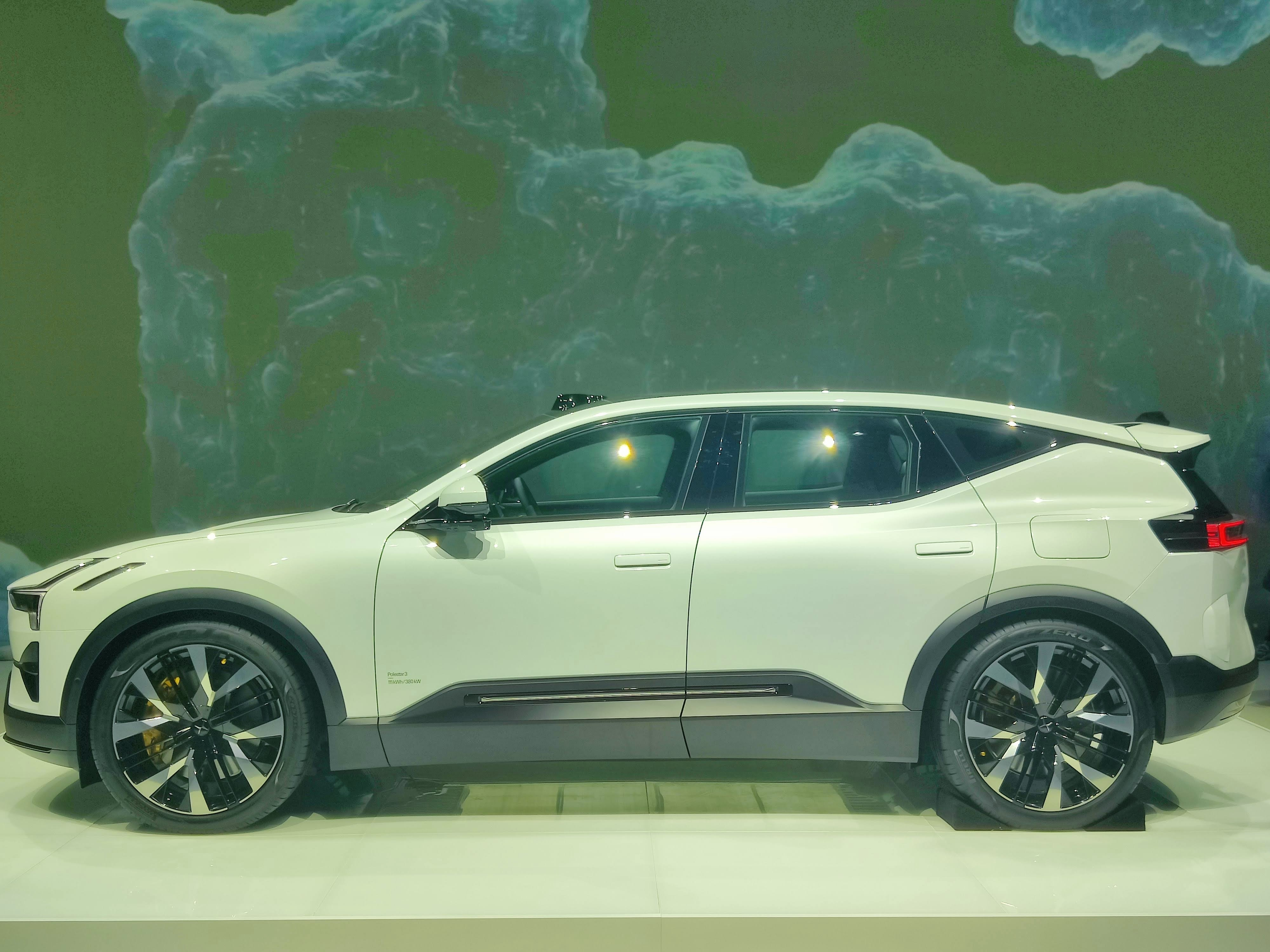
Vista laterale

La vettura è un Crossover SUV elettrico di grandi dimensioni, avente carrozzeria a due volumi e 5 porte con tetto in stile coupé-fastback e coefficiente di resistenza aerodinamica pari a 0,29.
A spingere la Polestar 3 c'è un'unica motorizzazione elettrica composta da due motori sincroni a magneti permanenti, posti uno sotto il cofano anteriore mentre l'altro al di sotto del bagaglio posteriore, disponibile in due step di potenza: la standard da 489 cavalli e 840 Nm oppure la Performance da 517 e 910 Nm. L'accelerazione nello 0-100 km/h viene coperta in 5,0 secondi nella versione standard, mentre nella Performance il tempo scende a 4,7 secondi, con la velocità che è limitata elettronicamente a 210 km/h. 
Ad alimentarla c'è una batteria agli ioni di litio della CATL, posto tra il pavimento e il pianale, dalla capacità di 111 kWh. L'autonomia dichiarata, secondo il ciclo di omologazione WLTP, va dai 610 km della versione base ai 560 della Performance. La ricarica può avvenire sia con le colonnine in corrente alternata AC da 11 kW che in corrente continua DC fino a 250 kW. 
Sul lato tecnico, la vettura monta delle sospensioni pneumatiche a doppia camera a controllo elettronico, che consentono di modificare l'assetto delle sospensioni in maniera più morbida o rigida a seconda della modalità di guida e di regolare elettronicamente la velocità di smorzamento degli ammortizzatori ogni due millisecondi (500 Hz).